# Ceratina tejonensis
Ceratina tejonensis är en biart som beskrevs av Cresson 1864. Ceratina tejonensis ingår i släktet märgbin, och familjen långtungebin. Inga underarter finns listade i Catalogue of Life.